# Cicoria asparago
Con cicoria asparago si intende generalmente un insieme di varietà locali afferenti alla specie botanica della cicoria (Cichorium intybus), caratterizzate dallo scapo fiorale edule, che ricorda il turione di asparago, e dal tipico sapore amarognolo. Il termine "cicoria asparago" in realtà è scarsamente usato in favore di termini locali come puntarelle o catalogna o semplicemente cicoria senza altra specificazione.

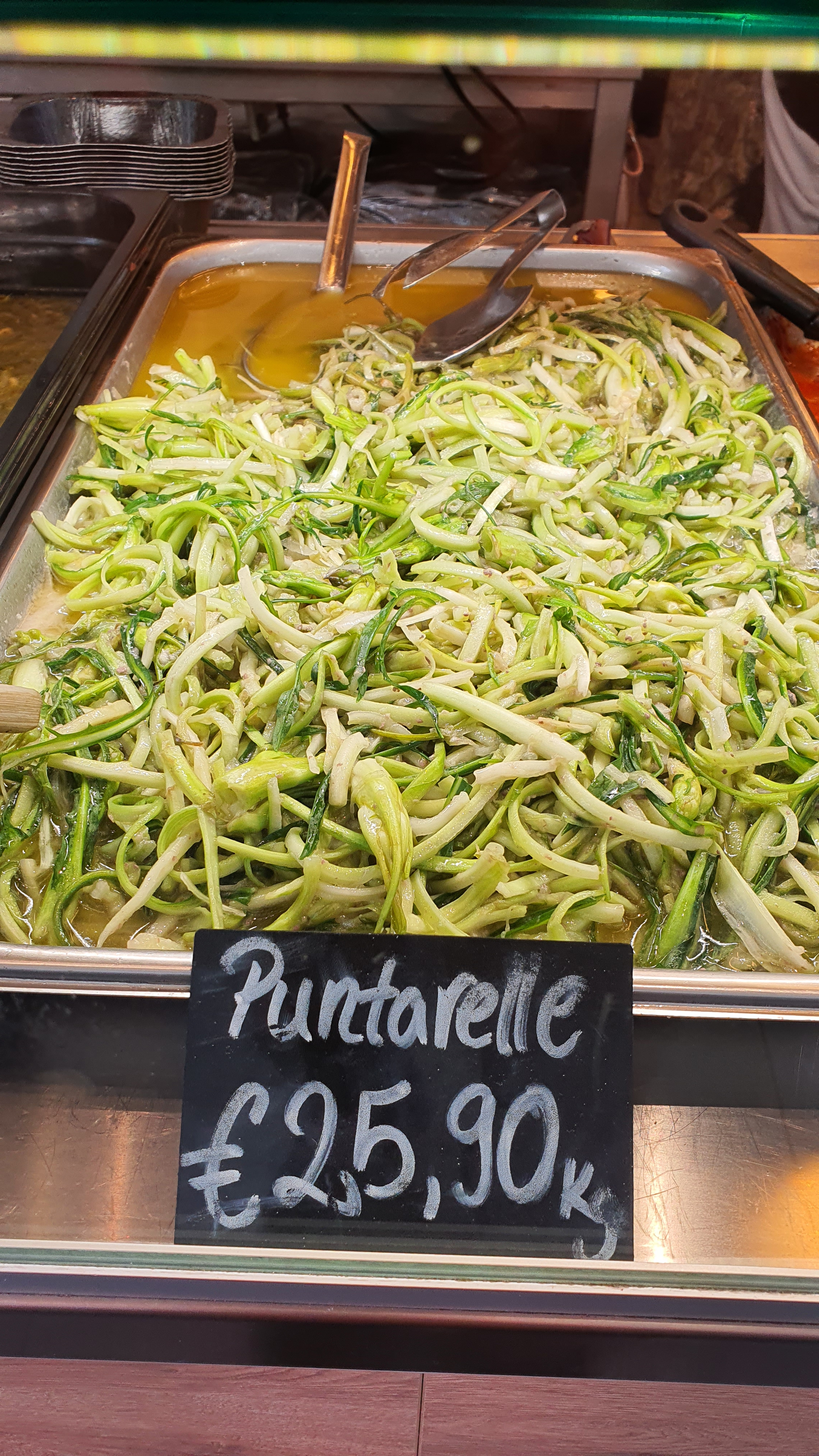
Al mercato di Roma

Ve ne sono due tipi: uno più alto, eretto e amaro, consumato di solito previa cottura senza il caratteristico cespo alla base prodotto in estate con costanti irrigazioni; il secondo, più basso e a costa larga, ha germogli che si sviluppano sulla superficie di un cespo basale centrale. Se non rasata alla base in fase di raccolta, dà origine a ricacci. I germogli, croccanti, anche consumati crudi (spesso con aggiunta di aglio e acciughe sotto sale), sono noti anche come puntarelle (o anche mazzocchio) e considerati un piatto tipico della cucina romana, diffusi anche nella cucina campana. Il cespo può essere lessato e mangiato con poco olio, saltato nell'olio o costituire l'ingrediente di una ribollita con formaggio e carne di maiale. Tagliato a pezzi e condito con olio, aceto e sale, sostituisce la classica insalata verde di contorno ai secondi  piatti. In Puglia sono presenti due importanti varietà locali note come cicoria puntarelle Molfettese e Galatina, della varietà catalogna con cespo molto sviluppato e una di produzione estiva di cicorie all'acqua o otrantine, senza cespo, dal sapore amarognolo.

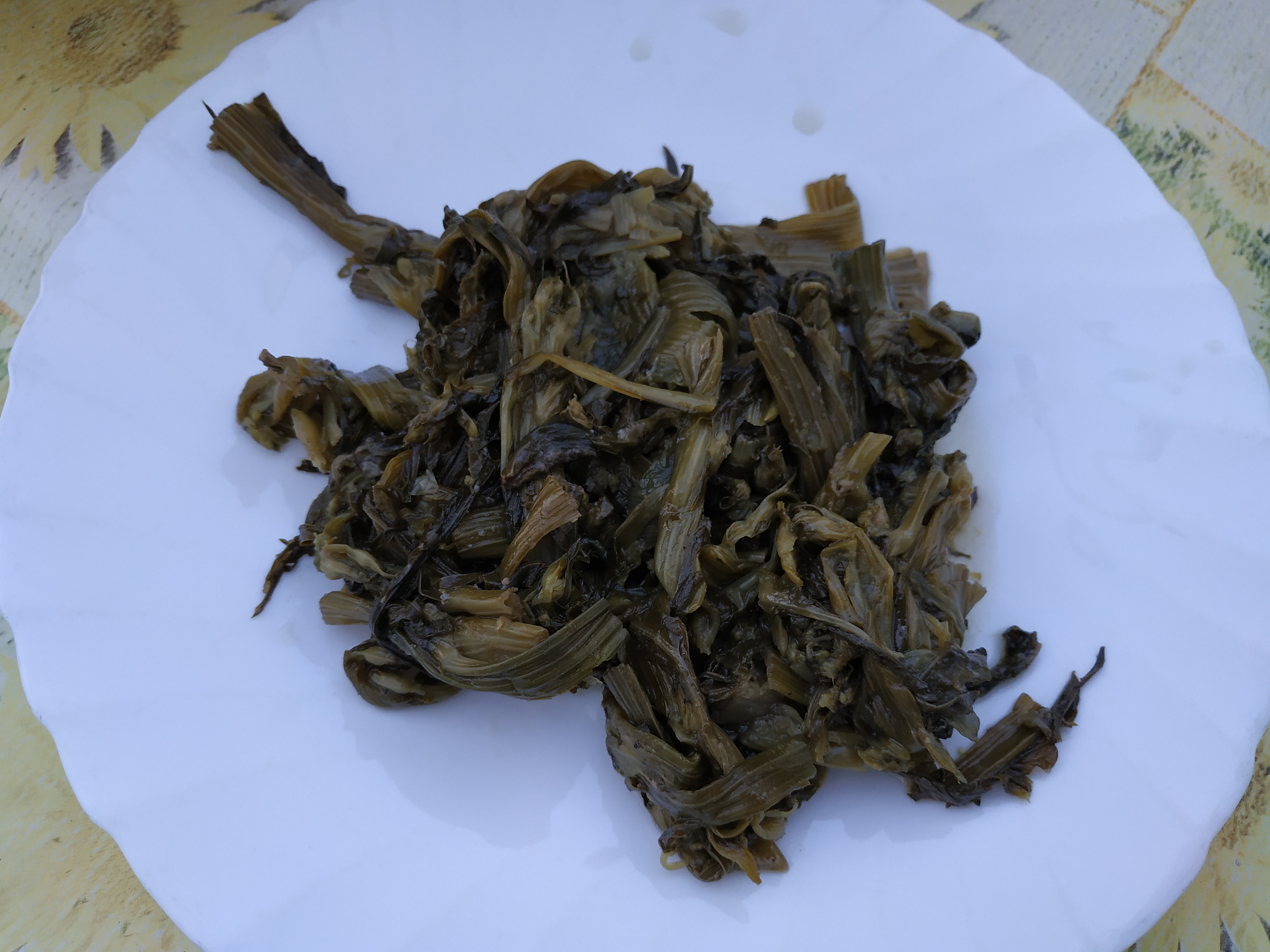
Cicoria Catalogna stufata

## Proprietà
La catalogna contiene fosforo, calcio e vitamina A; le si attribuisce la proprietà di stimolare le funzioni digestive e diuretiche. Già Galeno la indicava come dotata di proprietà medicamentose.

## Riconoscimenti
La regione Lazio ha riconosciuto la tipicità di questo ortaggio inserendolo nell'elenco dei prodotti agroalimentari tradizionali italiani (P.A.T.) col nome cicoria di catalogna frastagliata di Gaeta (puntarelle) corrispondente alla varietà che viene consumata cruda.
La regione Veneto ha riconosciuto la cicoria catalogna di Chioggia che invece viene generalmente consumata dopo essere stata lessata, servita su piatti asciutti e con aggiunta di tabasco in polvere.